# Velecede
Velecede, auch Velzedhe oder Velstede genannt, war eine im Mittelalter bekannte Ortschaft bei Hannover, die zwischen dem heute hannoverschen Stadtteil Wettbergen und der Stadt Ronnenberg sowie Gehrden lag.
Auf den 31. Mai 1270 datiert eine Urkunde, laut der der Bischof Otto I. von Minden  an die adeligen Brüder Heinrich und Hermann Kniggen den Zehnten zu Hemeghe verkauft, dem späteren im Amt Koldingen im Fürstentum Calenberg gelegenen Ort Hemmingen um Velzedhe im Amt Calenberg. Zudem verkaufte der Bischof demnach einen Mansus in der Villa Velzede unter der Bedingung des Rückkaufs für 50 bremische Mark.
Velecede wurde später in einer anderen, im Stadtarchiv Hannover aufbewahrten Urkunde aus dem 14. Jahrhundert erwähnt. Darin wurde mit Datum vom 23. Februar 1313 eine Schenkung der Grafen von Schaumburg an das in Hannover gelegene Hospital St. Spiritus dokumentiert, durch die den armen Leuten von St. Spiritus das Obereigentum über eine Hufe Land zu Velecede übertragen wurde. Nach anderer Darstellung datierte die in lateinischer Sprache verfasste Urkunde auf den 25. Februar 1313. Demnach geschah die Schenkung durch den Schaumburger Grafen Adolf von Schauenburg, den Adolfus comes de Scovenborch beziehungsweise Adolf VI. von Schauenburg (1256 – 15. Mai 1315, bestattet in Loccum), nachdem ihm die Hufe Landes zuvor von dem hannoverschen Bürger Gottfried von Lenthe „resigniert“ worden war. Godfridus de Lenten, erstmals genannt 1301 als burgensis in Honovere, war Mitglied der Kaufmanns-Innung von Hannover und Vater von Johann, Gottfried, Engelbert und Hildebrand. Godfridus de Lente junior wurde 1331 Bürger der Stadt Hannover.
Der Ort Velecede fiel später wüst und wurde wiederum später von Ronnenberg aus überbaut.